# Radič Postupović
Radič Postupović (en serbe cyrillique : Радич Поступовић, né avant 1389 dans la Serbie moravienne et mort entre 1441 et 1456 au monastère de Konstamonitou sur le mont Athos} est un seigneur serbe. Il est considéré comme l'une des figures politiques les plus puissantes de son temps.
Il a fait ses débuts en tant que « čelnik » au service du prince puis despote de Serbie Stefan Lazarević (règne : 1389-1427) puis en tant que « grand čelnik » sous le despote Đurađ Branković (règne : 1427-1456), ce qui lui conférait le titre le plus élevé après le souverain lui-même,,.
Il était très riche et possédait des mines d'argent à Novo Brdo. Radič a fondé et rénové de nombreuses églises et monastères qui existent encore aujourd'hui, dont le célèbre monastère de Vraćevšnica, et le monastère de Konstamonitou. Il a prononcé ses vœux monastiques et est devenu moine à Konstamonitou où il a passé les dernières années de sa vie.

## Biographie

### Origines et débuts

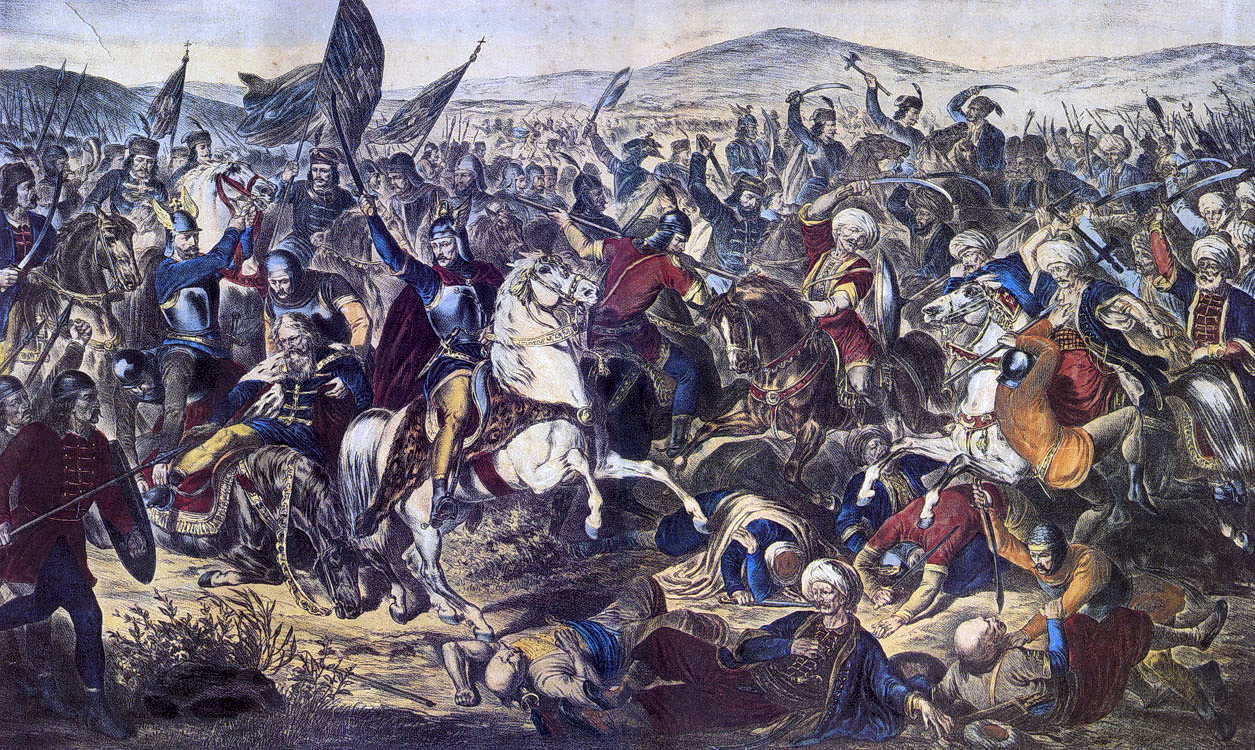
La bataille de Kosovo Polje par Adam Stefanović, 1870. Le père de Radič, Milutin, y a trouvé la mort. Radič a été le seul de son village à rentrer chez lui vivant.

Radič est né vers 1363 ou 1372, dans le village de Kamenica ; il appartenant à une famille de mineurs qui extrayaient du cuivre, du zinc et de l'argent des mines du mont Rudnik. Le père de Radič, Milutin, était un voïvode de la région de Gruža,. Le jeune homme a été élevé à la cour du prince Lazare de Serbie et s'y est lié d'amitié avec son héritier, Stefan.
Alors âgé de 17 ans, il a rejoint les hommes de son père Milutin et a combattu à la bataille de Kosovo Polje (1389) sous le commandement du prince Lazar contre le sultan ottoman Mourad Ier ; selon la tradition, il a adressé une prière à saint Georges et lui a promis que, s'il avait la vie sauve, il fonderait le monastère de Vraćevšnica en témoignage de sa reconnaissance. Quelques vieux soldats se sont alors moqué de son âge mais Radič a survécu au combat sans même une égratignure et a obtenu la gloire d'être le plus fort et le plus courageux soldat de la jeune génération. En revanche, la plus grande partie des deux armées a été massacrée au cours de la bataille ; le prince Lazare et le sultan Mourad Ier y ont eu aussi trouvé la mort ; malgré cela, les Ottomans, malgré les pertes qui ralentissaient leur avancée, ont réussi à anéantir l'essentiel de l'armée serbe. Seuls quelques Serbes réussirent à en réchapper, trop peu nombreux pour pouvoir défendre vraiment leurs terres, tandis que les Turcs conservaient encore beaucoup de troupes à l'est. Ainsi, les principautés serbes qui n'étaient pas encore devenues les vassales des Ottomans sont tombées entre leurs mains l'une après l'autre dans les décennies qui ont suivi.

### Sous Stefan Lazarević
Radič a reçu le titre de « čelnik » sous le règne du despote Stefan Lazarević ; à cette époque, le despote a écrit deux chartes en 1405, garantissant les possessions de Radič. La même année, le despote Stefan a écrit une charte rédigée « de la glorieuse forteresse de Borač », que possédait Radič,. Radič possédait de vastes territoires dans la Haute Gruža, au pied du mont Rudnik, là où il a, par la suite fondé le monastère de Vraćevšnica. Le čelnik ne possédait pas seulement Rudnik et ses alentours ; il a reçu du despote 70 villages, entre autres dans les régions de Braničevo et de Kičevo.
Le despote Stefan et lui ont dirigé l'armée serbe qui soutenait Mehmed Ier et ont remporté la victoire contre son rival Musa Çelebi à la bataille de Çamurlu, près de l'actuelle Samokov en Bulgarie (5 juillet 1413), au moment de l'histoire de l'Empire ottoman connu sous le nom d'Interrègne ottoman.

### Sous Đurađ Branković

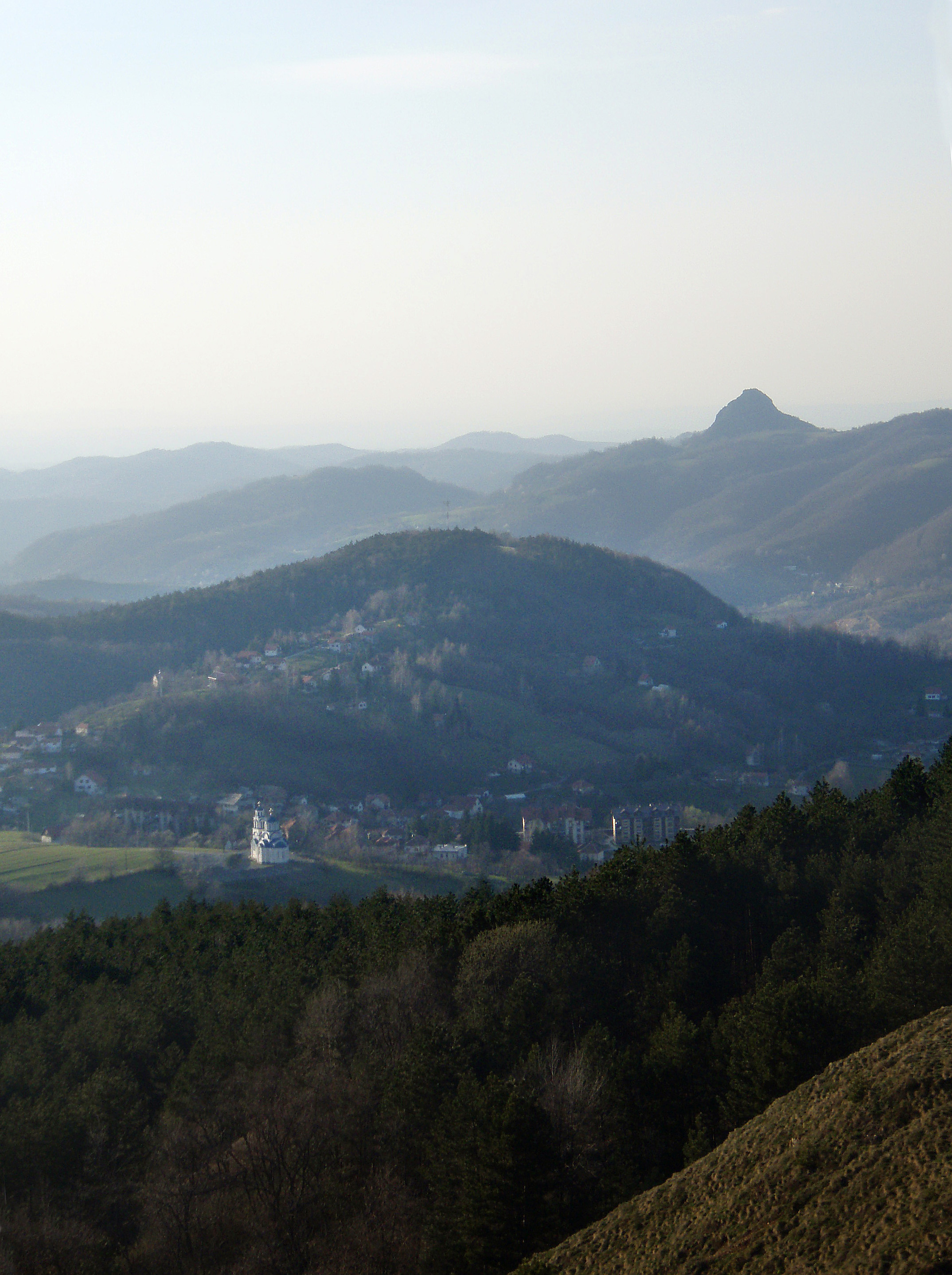
Vue du mont Rudnik.

Radič a reçu le titre de  « grand čelnik » en 1429, sous le règne de Đurađ Branković ; ce titre lui conférait le plus haut rang à la cour du despotat de Serbie et son détenteur détenait de grandes provinces, des propriétés et des honneurs ; Radič était l'un des plus puissants de ces nobles personnages.
Parmi les possessions de Radič figuraient les mines de Novo Brdo et de Rudnik, ainsi que la forteresse de Koznik,,. Radič tenait toute la région de Rudnik, avec des villages comme Beluća, Prodanovci, Kamenica, Šumeni et Vlasi Vojkovci,. Il a fondé le monastère de Vraćevšnica, situé au pied du mont Rudnik en 1428–1429,,,, sur le territoire du village de Vraćevšnica, qui était constitué de cinq localités : Gornja et Donja Vraćevštica, Grahovac, Konjuša et Brezova,. Selon la tradition, Radič a vécu à Beluća, qui se nomme aujourd'hui « Crnuća » (Gornja Crnuća et Donja Crnuća) ; ce changement de nom rappelle que tous les hommes adultes du village, sauf Radič, ont trouvé la mort à la bataille de Kosovo Polje, belo signifiant « blanc » et crno signifiant « noir »,. Radič a également reçu des possessions dans la Banatska Crna Gora.
Radič a aussi fondé le monastère de la Grande Annonciation (Veliko Blagoveštenje) dans le village de Grabovica, près de Gornji Milanovac, avant 1429–1430. L'église Saint-Michel de Borač, près de Knić, porte une inscription daté de 1553 qui fait de lui son fondateur. Le monastère de Milentija, à Milentija, un village mentionné dans une charte de Radič datée de 1430, a peut-être été fondé par lui,,,.
Dans une charte de 1433 envoyée au monastère de Vatopedi par Radič, confirmée par le despote Đurađ, Radič détenait le village d'Halae, tandis que Stevan Ratković tenait Cerovac, dans la province de Nekudim. Radič n'a pas cessé de fonder et de restaurer des églises dans sa région natale au fur et à mesure qu'il gagnait en richesse et en pouvoir et il a commencé à entrer en contact avec des églises lointaines, à l'instar des hauts dignitaires du passé. L'higoumène Neophytos l'a persuadé de contribuer à la restauration du monastère de Konstamonitou sur le mont Athos. Il en est ainsi devenu comme le second fondateur (en serbe : ktitor) ;  il a alors prononcé des vœux monastiques et a reçu le nom religieux de « Roman » (après 1433). À cette époque, son maître spirituel était Marko, l'évêque d'Arilje. Radič a passé ses dernières années comme moine à Konstamonitou et le monastère est alors devenu orthodoxe serbe.
Il était encore vivant en 1441 et l'on pense qu'il est mort avant 1456, cette année correspondant au moment où le despote Đurađ et son fils Lazar Branković (règne : 1456–1458) ont fait don de l'église Saint-Georges de Vraćevšnica fondée par Radič au métropolite Venedikt. Radič a été enterré dans sa fondation de Vraćevšnica.

## Personnages et lieux liés à Radič Postupović

Personnages liés à Radič Postupović
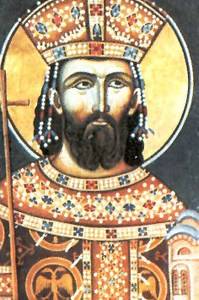
Le prince Lazare, fresque du monastère de Ravanica.
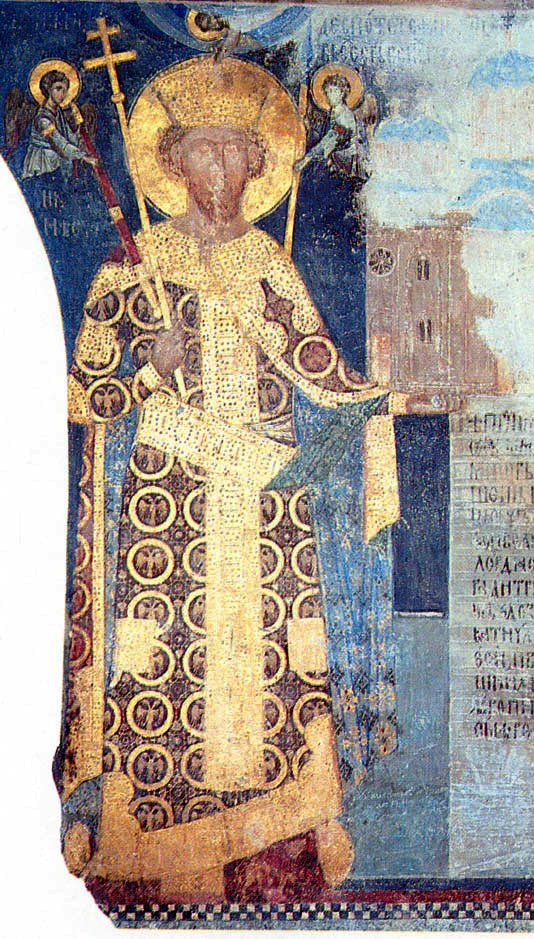
Le prince puis despote Stefan Lazarević, fresque du monastère de Manasija.
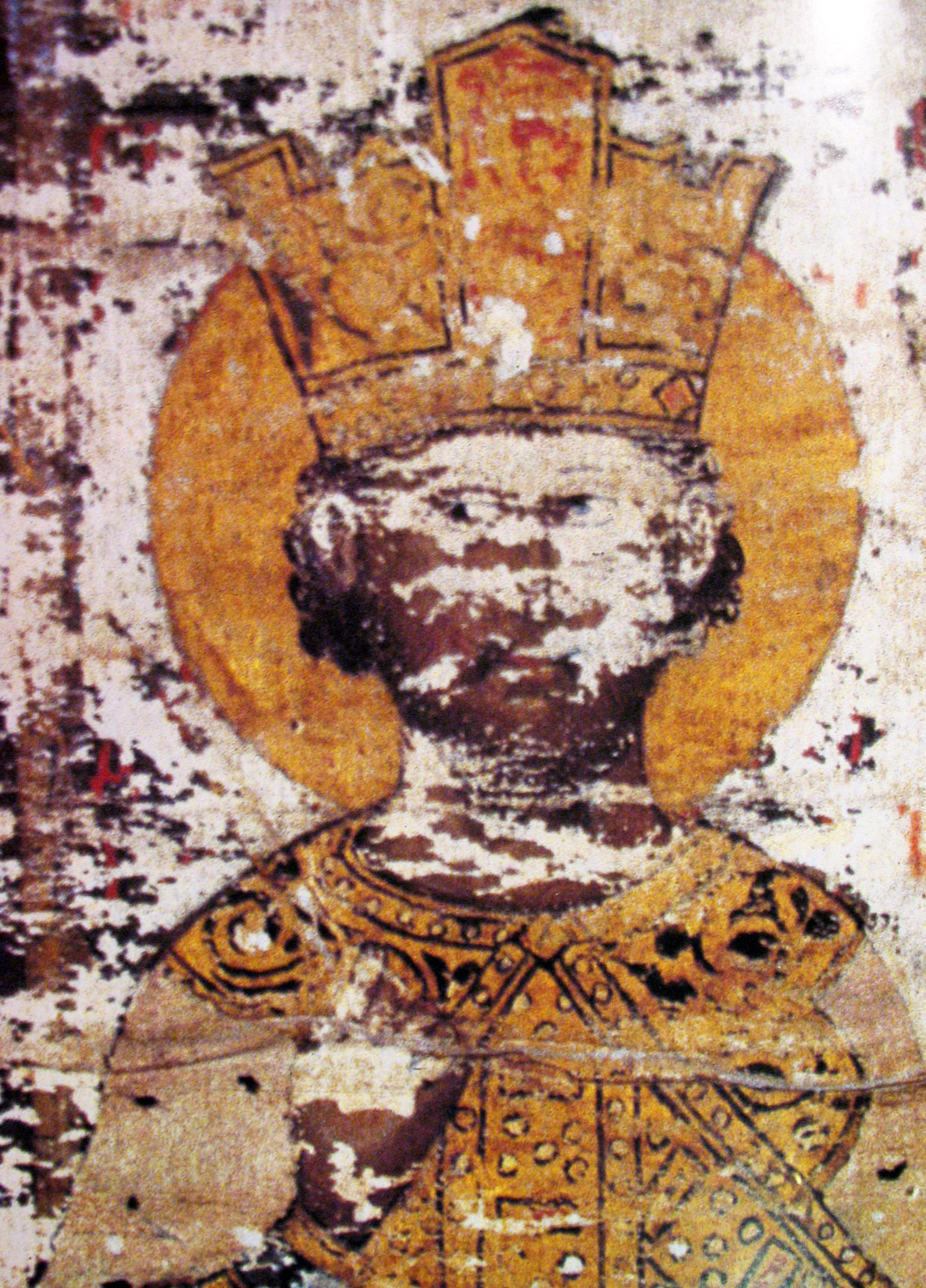
Đurađ Branković.

Lieux liés à Radič Postupović
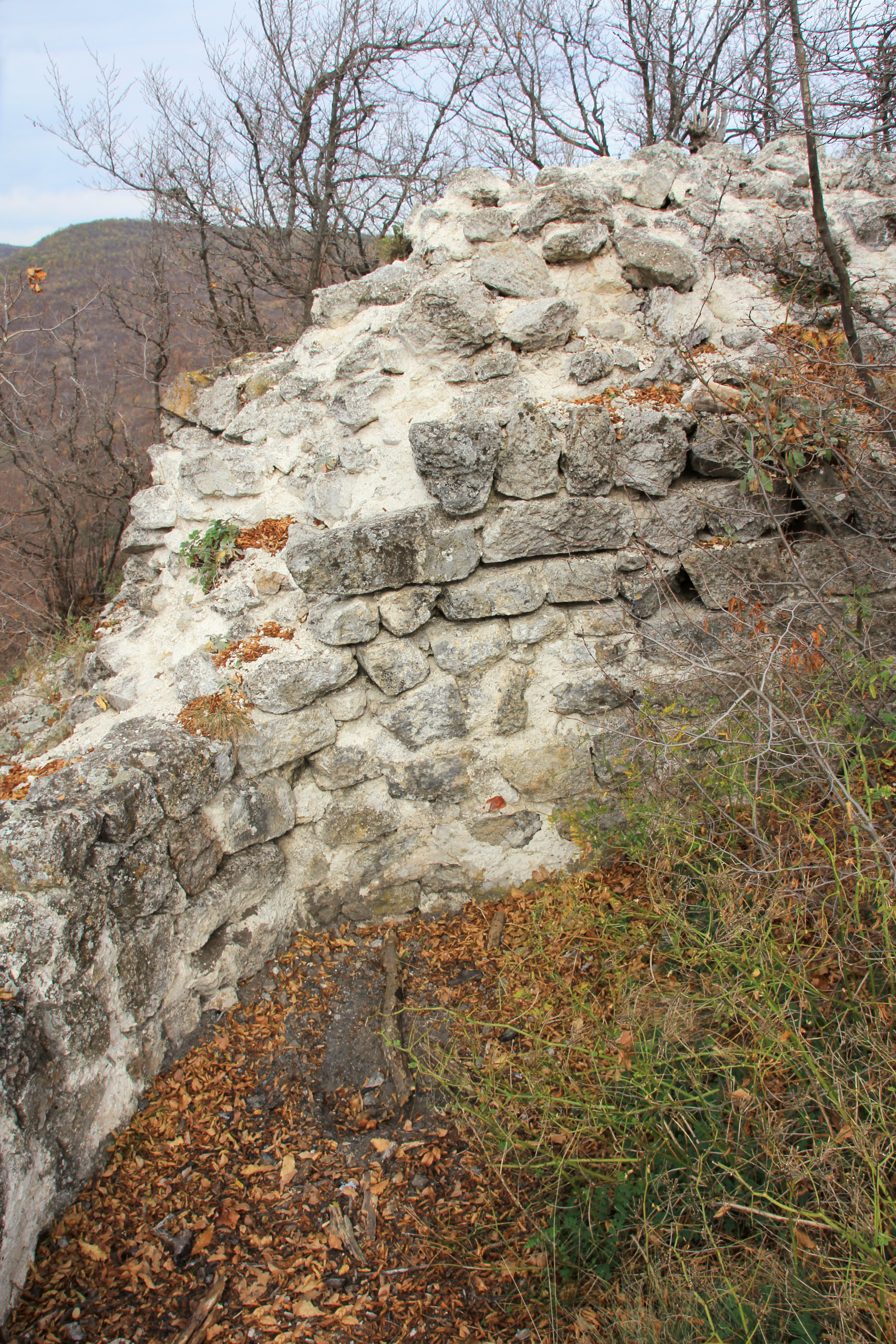
Ruines de la forteresse de Borač.
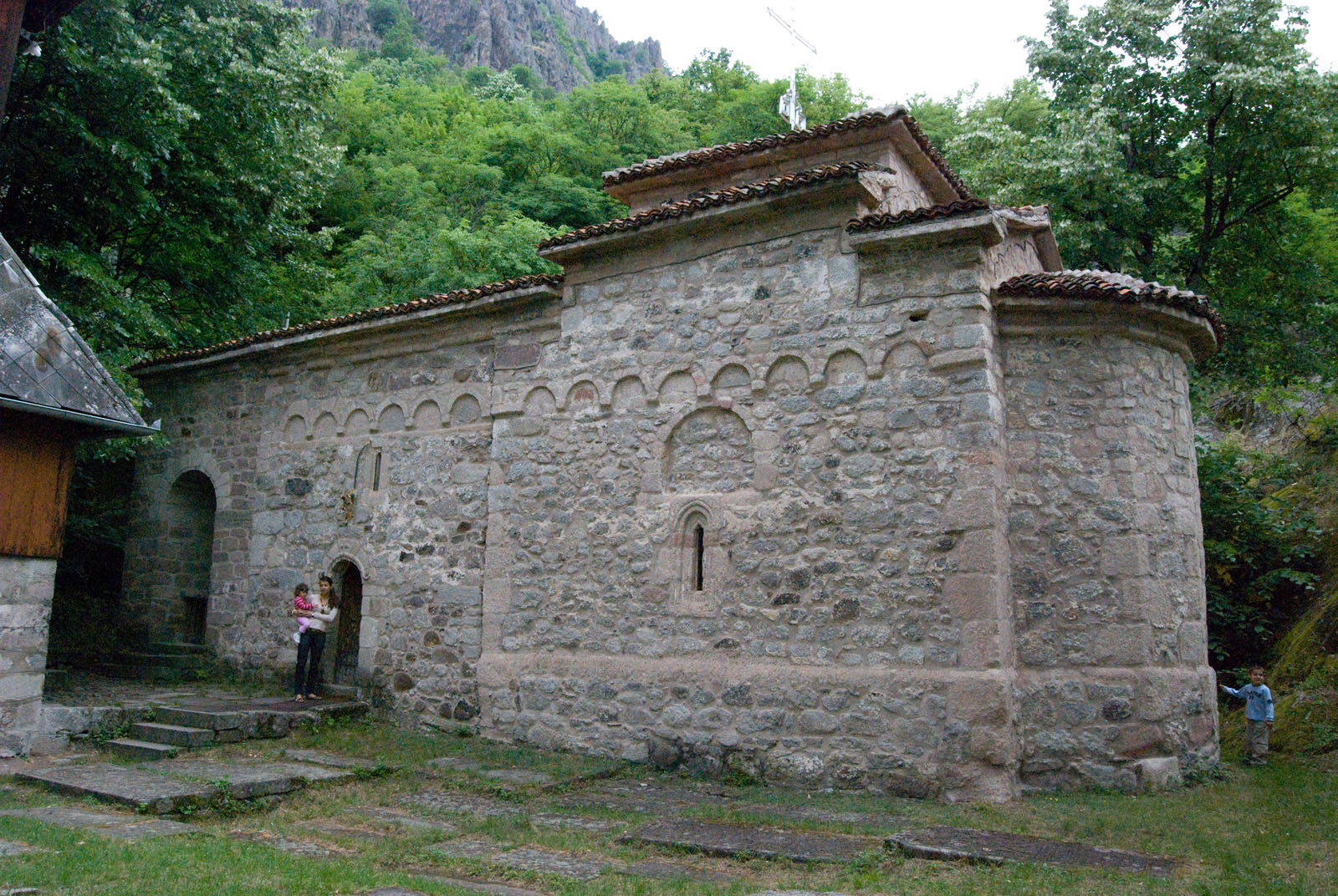
L'église Saint-Michel de Borač.
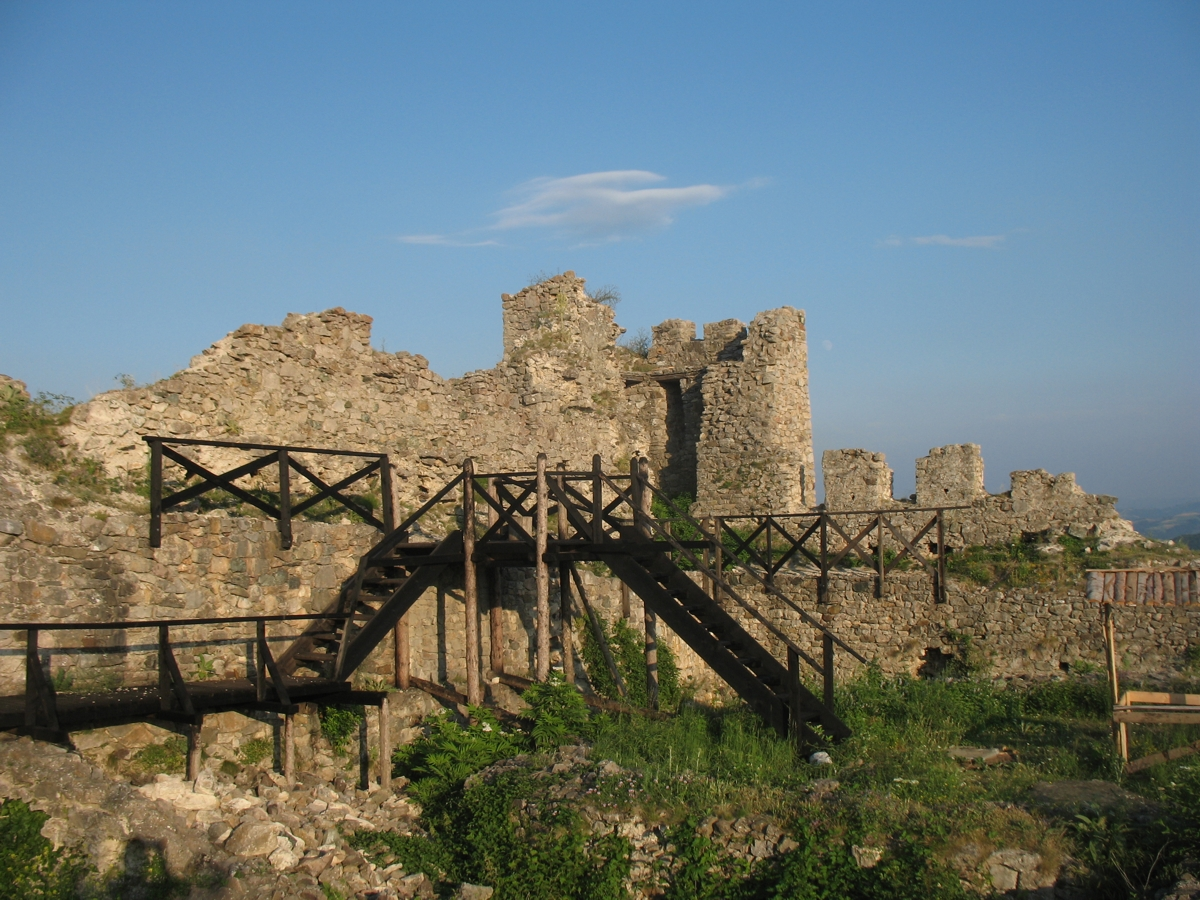
Ruines de la forteresse de Koznik.
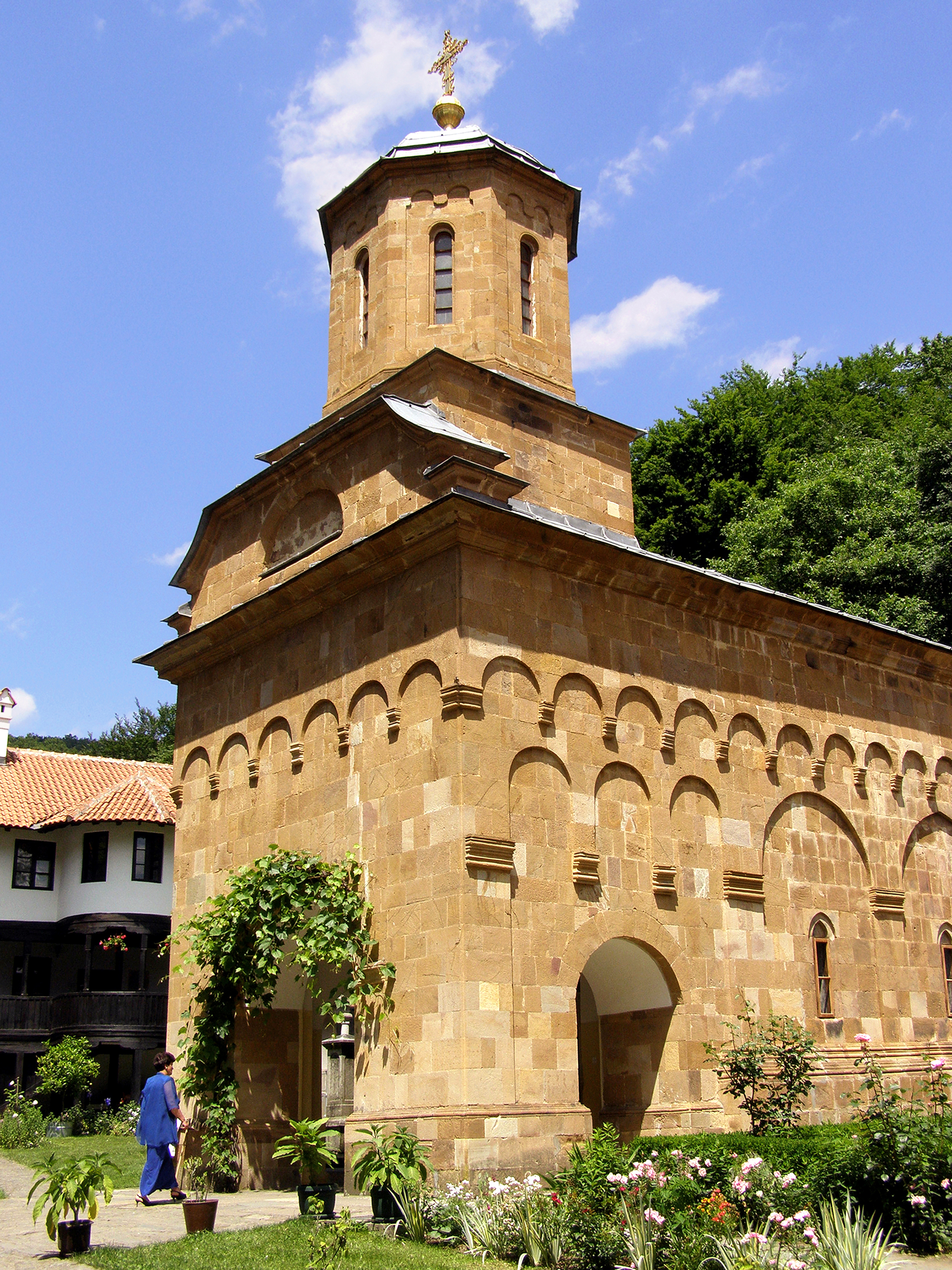
L'église Saint-Gabriel dans le monastère de Vraćevšnica.
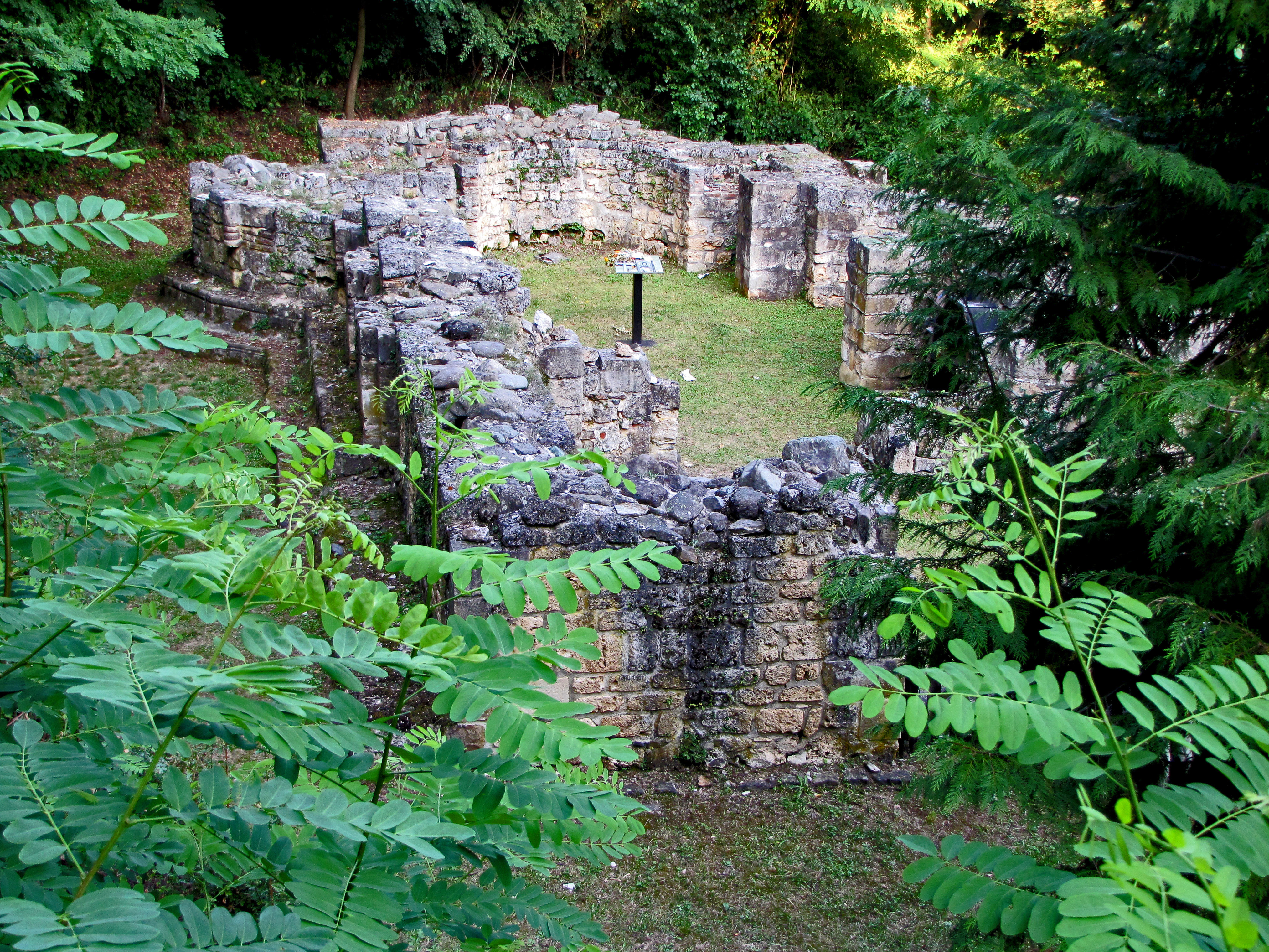
Ruines de l'église du monastère de Milentija.
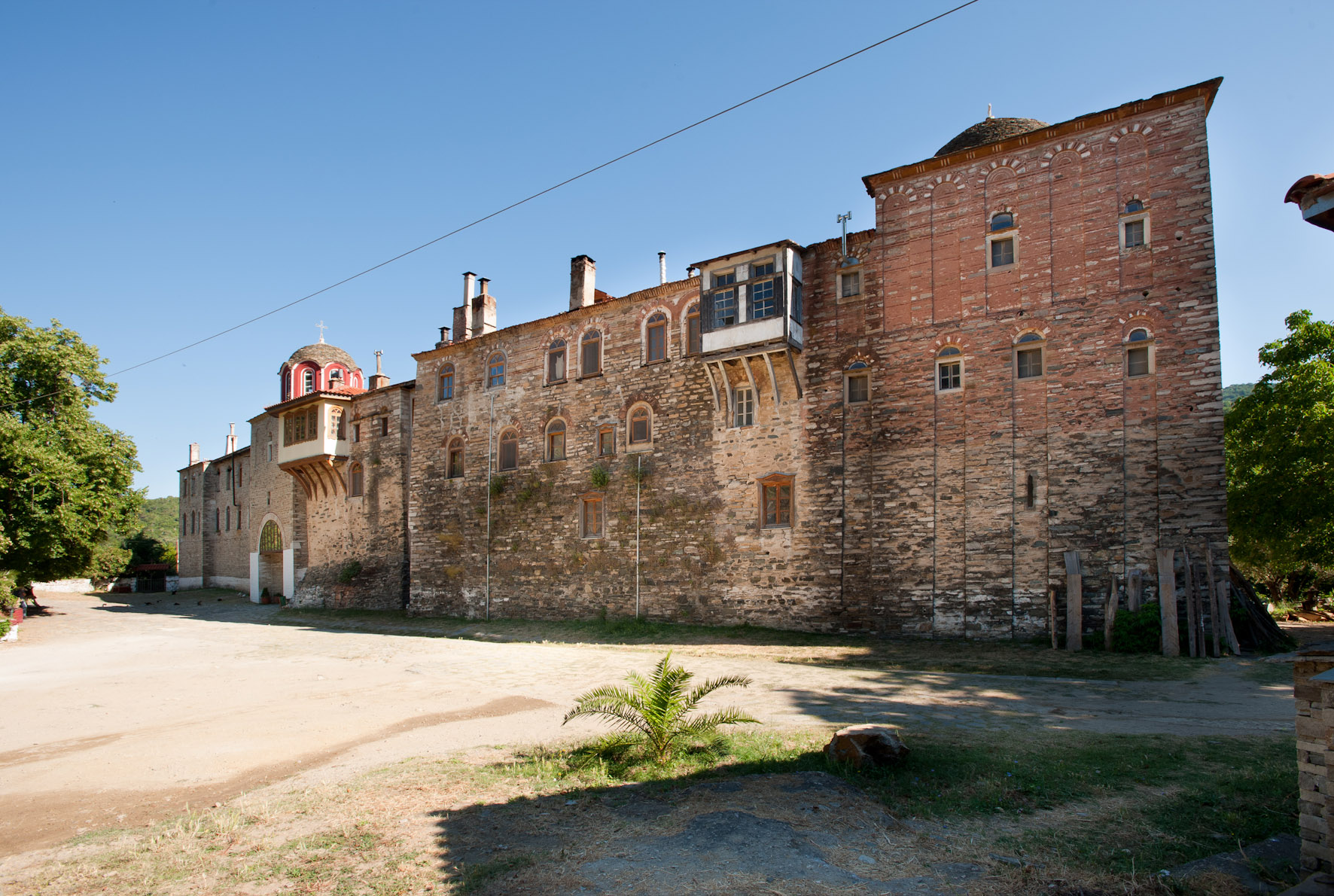
Le monastère de Konstamonitou, sur le mont Athos.